# Vážany (Zlín)
Vážany é uma comuna checa localizada na região de Zlín, distrito de Uherské Hradiště.